# Arghavan
Arghavan, fullständigt namn Arghavan Agida, född 20 februari 1983 i Teheran, Iran, är en artist, dokumentärfilmare, aktivist, författare och föreläsare. År 2014 debuterade hon med boken Zan, vilket betyder kvinna på persiska. Boken handlar om tio kvinnors olika livsöden i Iran. Hon har också medverkat i boken "Att leva någon annanstans" och i antologin "Inte en främling".

## Biografi
Arghavan och hennes familj kom till Sverige som flyktingar 1988, då hon var fem år gammal. År 2010 deltog hon i musiktävlingen Googoosh Music Academy i London. 
Hon har fått sitt arbete med en dokumentärfilm uppmärksammat av Chime for Change. Chime for Change är en organisation som arbetar för kvinnors och flickors hälsa, utbildning och rättigheter runt om i världen och som bland andra Beyoncé Knowles-Carter och Salma Hayek Pinault varit med och startat. Arghavan föreläser om kvinnors rättigheter och har genom åren varit engagerad i humanitärt arbete med inriktning på kvinnors rättigheter och jämlikhetsfrågor. Hon utsågs 2014 till goodwillambassadör för UN Women Sverige.
Arghavan var 2015 jurymedlem för The Brewhouse Award, en tävling för nyskapande idé- och innovationer. År 2018 vann Arghavan pris för bästa förebild i Brewhouse award.
Arghavan är grundare till den ideella organisation, Creative Changemakers, som är en plattform som jobbar med kreativa projekt för att öka medvetenheten om mänskliga rättigheter och hittar olika sätt att ge röst till kvinnor i global skala genom olika uttryck - musik, böcker, dokumentärer, konst.

## Artdom
År 2016 skapade Arghavan projektet Artdom.
"Building bridges with art", Artdom skapar möjligheter för kvinnor att gemensamt få en starkare röst tillsammans och att lyfta viktiga frågor rörande kvinnors och flickors rättigheter med konst. Artdom vill påverka och inspirera människor globalt samt främja samarbete mellan konstnärer från olika länder, trots skilda villkor och förutsättningar. Ett innovativt, globalt partnerskap som kopplar ihop kvinnliga konstnärer som får bygga broar mellan olika länder tillsammans, 2 Länder, 2 Konstnärer, 1 Konstverk
2017-2018- Iran och Sverige. 2018 förbjöds utställningen av kulturministern i Iran. Artdom-utställningen turnerade runt om i Sverige och hade även en utställning i London i samarbete med Svenska ambassaden.
2020-2021 Pakistan och Norge. 2021 - Utställning på Sanat Initiative Art Gallery in Karachi, Pakistan.